# Cool Million
Cool Million ist ein dänisch-deutsches Musikprojekt der beiden Produzenten Frank Ryle aus Kopenhagen und Robert „Rob“ Hardt aus Bremerhaven.

## Geschichte
Frank Ryle, ein passionierter Soul-Musik-Fan, betrieb eine Zeit lang das dänische Online-Magazin Soulportal.dk. Er gründete das Musikprojekt Cool Million und veröffentlichte auf einer Compilation des Britischen Musiklabels Expansion Records seine erste Produktion namens Naughty Girl, bevor „Rob“ Hardt, der zuvor unter anderem für Chaka Khan und Keith Sweat gearbeitet hatte, zu Cool Million hinzustieß. Im Anschluss an ihr gemeinsames Produktions-Debüts des Titels Going Out Tonight arbeiteten sie mit einer Reihe von Gaststars zusammen, darunter die Soul-Sängerinnen Meli’sa Morgan, Peggi Blu und Eugene Wilde sowie das R&B-Trio Black Ivory. Es erschien eine weitere Produktion namens Back for More, die 2010 auf Hardts eigenem Label Sed Soul veröffentlicht wurde. Am 26. April 2019 veröffentlichten sie zusammen mit D Train ihre neue Single Stronger.

## Diskografie

### Alben
- 2008: Going Out Tonight
- 2010: Back For More
- 2010: The Tom Moulton Session
- 2012: III
- 2015: Sumthin' Like This
- 2019: Stronger

### Singles
- 2008: Naughty Girl (feat. Lene Riebau)
- 2009: Lift Me Up (To The Sky) (A Tom Moulton Mix) (feat. Laura Jackson)
- 2010: Sweet Baby
- 2010: Back for More
- 2011: Cool To Make A Million (feat. Leroy Burgess)
- 2011: Making Love (feat. Jeniqua)
- 2012: Without Your Love (Dave Doyle Remix) (feat. Kenny Thomas)
- 2012: We Can Work It Out (feat. Westcoast Soulstars)
- 2012: Running Around (feat. Gary B. Poole)
- 2013: It's Your Life (feat. Laura Jackson)
- 2014: Dontcha Wanna Dance (feat. Marc Evans)
- 2015: Tonight (feat. Glenn Jones)
- 2016: Oh! (Remixed By Dimitri from Paris) (feat. Porter Caroll & Matic)
- 2018: Summer Rain (feat. Faye B)
- 2019: Tonight (T-Groove Remix) (feat. Glenn Jones)
- 2019: Stronger (feat. D Train)